# Doradidae
Doradidae är en familj av fiskar som ingår i ordningen malartade fiskar (Siluriformes). Enligt Catalogue of Life omfattar familjen Doradidae 90 arter. 

## Dottertaxa till Doradidae, i alfabetisk ordning[1]
- Acanthodoras
- Agamyxis
- Amblydoras
- Anadoras
- Anduzedoras
- Astrodoras
- Centrochir
- Centrodoras
- Doraops
- Doras
- Franciscodoras
- Hassar
- Hemidoras
- Hypodoras
- Kalyptodoras
- Leptodoras
- Lithodoras
- Megalodoras
- Merodoras
- Nemadoras
- Opsodoras
- Orinocodoras
- Oxydoras
- Physopyxis
- Platydoras
- Pterodoras
- Rhinodoras
- Rhynchodoras
- Scorpiodoras
- Trachydoras
- Wertheimeria